# Opera Mobile
Opera Mobile — версія вебоглядача Opera, адаптована для смартфонів і  КПК, розроблена компанією Opera Software. Перша версія Opera Mobile вийшла в 2000року до Psion Series 7 і netBook. Сьогодні Opera Mobile призначена для пристроїв, що працюють на  операційних системах Windows Mobile, S60, EZX Linux, Maemo, Android.
Користувач може використовувати Opera Mobile безкоштовно. Пристрої, які використовують операційну систему UIQ 3 (Sony Ericsson P990, Motorola RIZR Z8), поставлялися з наперед встановленої Opera Mobile. Існує більш обмежена версія — Opera Mini.

## Можливості
- Small-Screen Rendering;
- Широкий спектр підтримки сучасних вебстандартів;
- Багатосторінковий інтерфейс;
- Технологія стиснення трафіку Opera Turbo;
- Менеджер паролів і завантажень;
- Speed Dial (Експрес панель);
- Збереження сторінок для подальшого перегляду в offline;
- Синхронізація даних з Opera Link;
- Пошук в мережі Інтернет, пошук всередині сторінки;
- Віртуальна клавіатура для пристроїв з сенсорним екраном (залежить від платфоми);
- Блокування спливаючих вікон;
- Часткова підтримка Adobe Flash на пристроях Windows Mobile і Android, так само підтримка .svg на деяких платформах.

## Нагороди
- Smartphone and PocketPC Magazine «Best mobile browser for both Windows-based Pocket PC and Smartphones» 2007
- Mobile Gala «Best program for mobile phones» 2004
- Mobile Gala «Best program for handheld computers» 2004
- Tietokone magazine «Best Software Product of the Year» 2003